# Кулик, Зиновий Владимирович
Зино́вий Влади́мирович Кули́к (3 февраля 1947, Львов — 14 мая 2004, Киев) — советский и украинский политический деятель, тележурналист, телевизионный менеджер, сценарист, предприниматель, государственный служащий.

## Образование
Родился в семье львовского переплетчика, реставратора книг Владимира Михайловича Кулика.
Учился во львовской средней школе № 37. После окончания некоторое время работал в конструкторском бюро «Термоприбор».
1965—1967 гг — обучение на механико-машиностроительном факультете в Львовском политехническом институте, который бросил.
В 1973 г. окончил факультет журналистики Львовского университета имени Ивана Франко. Одним из своих учителей в журналистике считал журналиста Бартоша Романа. Так же тепло Кулик отзывался о тогдашнего декана львовского факультета журналистики Михаила Нечиталюка, профессоров Владимира Здоровегу, Александру Сербенскую и др.
В 1989 г. окончил аспирантуру в Академии общественных наук СССР в Москве. Защитил там кандидатскую диссертацию на тему «Телевидение в системе внешнеполитической пропаганды: 80-е годы XX века» (1989). Кандидат исторических наук.

## Политическая деятельность

#### Комсомольско-партийная карьера
- С 1973 года — заведующий сектора информации Львовского обкома Ленинского коммунистического союза молодежи Украины (ЛКСМУ). Тогдашний первый секретарь обкома комсомола, Всеволод Окпиш (до недавнего времени посол Российской Федерации в Лаосе), предложил создать на базе ОК ЛКСМУ информационно-методический центр, и пригласил Кулика его возглавить.
- С 1975 года — заведующий сектором, ответственный организатор Центрального комитета ЛКСМУ в Киеве.
- В 1976 году вступил в Коммунистическую партию Советского Союза (КПСС)
- С 1980 года — секретарь парткома Государственного комитета телевидения и радиовещания Украинской советской социалистической республики (УССР)
- В 1990 году вышел из рядов КПСС:

«Я, в отличие от многих знаковых фигур, даже руководителей национально-демократических движений и организаций, вышел из партии не после ГКЧП, а после аспирантуры — за год до ГКЧП. Причем достаточно демонстративно, но это уже такое дело… Руководство Компартии Украины было абсолютно непригодным к горбачевским переменам, реформам».

#### Членство в НДП
В конце 90-х годов вступил в ряды провластной политической партии Валерия Пустовойтенко «Народно-демократическая партия» (НДП). Как член НДП, в 2000 году баллотировался в народные депутаты Верховной Рады Украины по Галицкому округу, но проиграл Тарасу Чорновилу — сыну известного политика Вячеслава Чорновила.

## Журналистская деятельность
Работал помощником режиссера, режиссером и редактором на Львовской государственной студии телевидения.
С 1989 г. — политический обозреватель на Государственном украинском телевидении.
Был членом Национального союза журналистов Украины.

#### Творческие достижения
Автор сценариев документально-публицистических фильмов, более 100 телепередач.
Пиком славы Кулика, как политического обозревателя, стало рекордное по продолжительности (1 час 45 мин.) телевизионное интервью с первым и единственным Президентом СССР Михаилом Горбачёвым накануне распада СССР в декабре 1991 года. Интервью записывалось на даче Горбачева через несколько дней после всеукраинского референдума, на котором 92 % граждан СССР, проживавших в УССР, проголосовали за Украину, как независимое государство, и как раз в тот самый день, когда Борис Ельцин, Леонид Кравчук и Станислав Шушкевич подписали Беловежские соглашения:
«С подобных шагов, таких, как провозглашение независимости, начинается вражда между народами. Что вы будете завтра делать в Украине с 11 миллионами русских? А с представителями других народов? Вспомните Нагорный Карабах, Тбилиси! Готов ли народ Украины к кровопролитным конфликтам?» Кулик перебивает Президента СССР: «Михаил Сергеевич, но ведь у нас нет межнациональных конфликтов…» Озадаченный тем, что его перебили, Горбачев растерянно переспрашивает: «Нет? Ну, тогда будут… Обязательно, я думаю, будут».
Летом 1994 г. накануне выборов Президента Украины организовал и провел на УТ-1 телепрограмму формата ток-шоу, которую можно считать еще одной вершиной в его творческой биографии — «Сто минут с прессой». После участия в этой программе действующего на то время Президента Украины Леонида Кравчука большинство аналитиков отметили рост его рейтинга. Однако президентской команде не удалось этим воспользоваться для переизбрания Кравчука на 2-й срок.

#### Медиа-бизнесмен
В 1993 году на украинском телевидении появился первый проект Кулика-бизнесмена телевизионный канал УТ-3, который сам Кулик охарактеризовал как «частно-государственную структуру».
В 1999 году начал проект всеукраинского русскоязычного еженедельного общественно-политического журнала «Политика и культура» (ПиК). Главным редактором «Пик» был известный львовский журналист и публицист Александр Кривенко. Команда журналистов была подобрана также в основном из западноукраинских журналистов, как воплощение идеи галицкого мессианизма.

## Государственная служба
1992 год — генеральный директор программ Украинского телевидения.
1993 — вице-президент Укртелерадиокомпании.
В январе 1995 года назначен председателем Государственного комитета телевидения и радиовещания Украины, осуществлял управление государственными телерадиовещателями. В это время фигурировал в одном из первых на Украине скандалов, связанных с цензурой — 31 декабря 1995 г. был причастен к запрету выхода в эфир на канале УТ-1 телепрограммы «Послесловие» производства негосударственной телекомпании «Нова мова» Александра Ткаченко.
Август — ноябрь 1996 года — исполняющий обязанности президента Национальной телекомпании Украины
13 ноября 1996 — ноябрь 1998 года: первый и единственный министр информации Украины (после его отставки Министерство информации было ликвидировано).
1999—2000 — заместитель секретаря Совета национальной безопасности и обороны Украины
С 8 июля 2003 г. до момента смерти — помощник Премьер-министра Украины Виктора Януковича

## Обстоятельства смерти
Умер на 58-м году жизни, 14 мая 2004 года в 4 часа утра в больнице от обширного инфаркта. Сердечный приступ произошел накануне вечером во время напряженного совещания в Кабинете министров Украины. Похоронен 15 мая 2004 года на Байковом кладбище в Киеве (участок № 52а). Панихида и прощание происходили в киевском Доме офицеров.
Внезапная смерть помощника премьера Януковича в 2004 г. стала предметом политических спекуляций против кандидата в президенты Януковича накануне президентских выборов в 2010 г. Народный депутат от «Народной самообороны» Юрия Луценко Владимир Арьев заявил, что «З. Кулика могли отравить, он мог быть неугодным Януковичу».

## Награды и отличия
- Гранд-офицер ордена Освободителя Сан-Мартина (11 декабря 1998 года, Аргентина)[4].
- Почетное звание «Галицкий рыцарь-99» (присуждено за издание журнала «ПиК»).